# Drake (Saskatchewan)
Drake est une communauté située dans la province de la Saskatchewan, dans le centre-sud.